# Rubén Vargas Portugal
Rubén Vargas Portugal (La Paz, 1959 - La Paz, 21 de mayo de 2015) fue un poeta, periodista, catedrático y crítico boliviano. 

## Vida personal
Estuvo casado con la reconocida pedagoga boliviana María Luisa Talavera, con quien tuvo un hijo. Fue pupilo del poeta Jaime Saenz, a quien suplió en la cátedra de poesía.  Murió a causa de un paro cardiaco luego de varias semanas en terapia intensiva por problemas pulmonares.

## Trayectoria
Como periodista se desempeñó en los periódicos Presencia, La Prensa, el semanario Pulso y el suplemento Tendencias de La razón. También, fue docente de poesía en la Carrera de Literatura de la Universidad Mayor de San Andrés de La Paz. Igualmente, se desempeñó como periodista cultural en México, escribiendo para la revista Vuelta, donde tuvo la oportunidad de conocer a Octavio Paz. 
Como poeta, escribió los poemarios Señal del cuerpo (1986) y La torre abolida (2003). A pesar de su breve producción, es considerado uno de los poetas más importantes de la poesía contemporánea boliviana.
En 2016 una recopilación de sus columnas periodísticas (2010-2012) fue publicada póstumamente bajo el nombre Perdido viajero.
En 2019 toda la biblioteca de Vargas, consistente en más de dos mil libros, sobre todo de poesía boliviana y latinoamericana, fue donada a la biblioteca especializada CEDOAL dependiente de la Fundación Simón I. Patiño.